# Oberviechtach

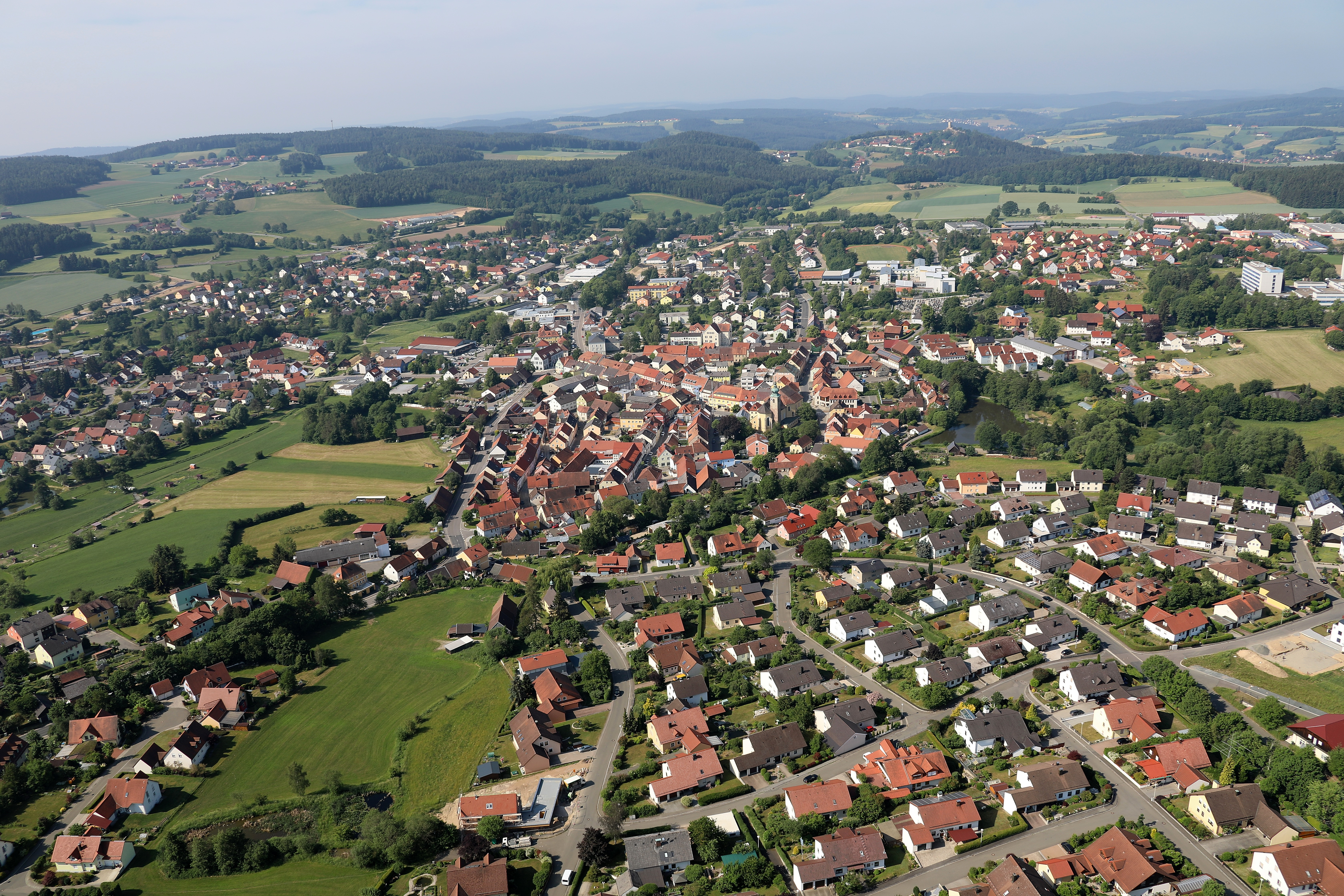
Oberviechtach mit Blick auf Burg Murach (2018)

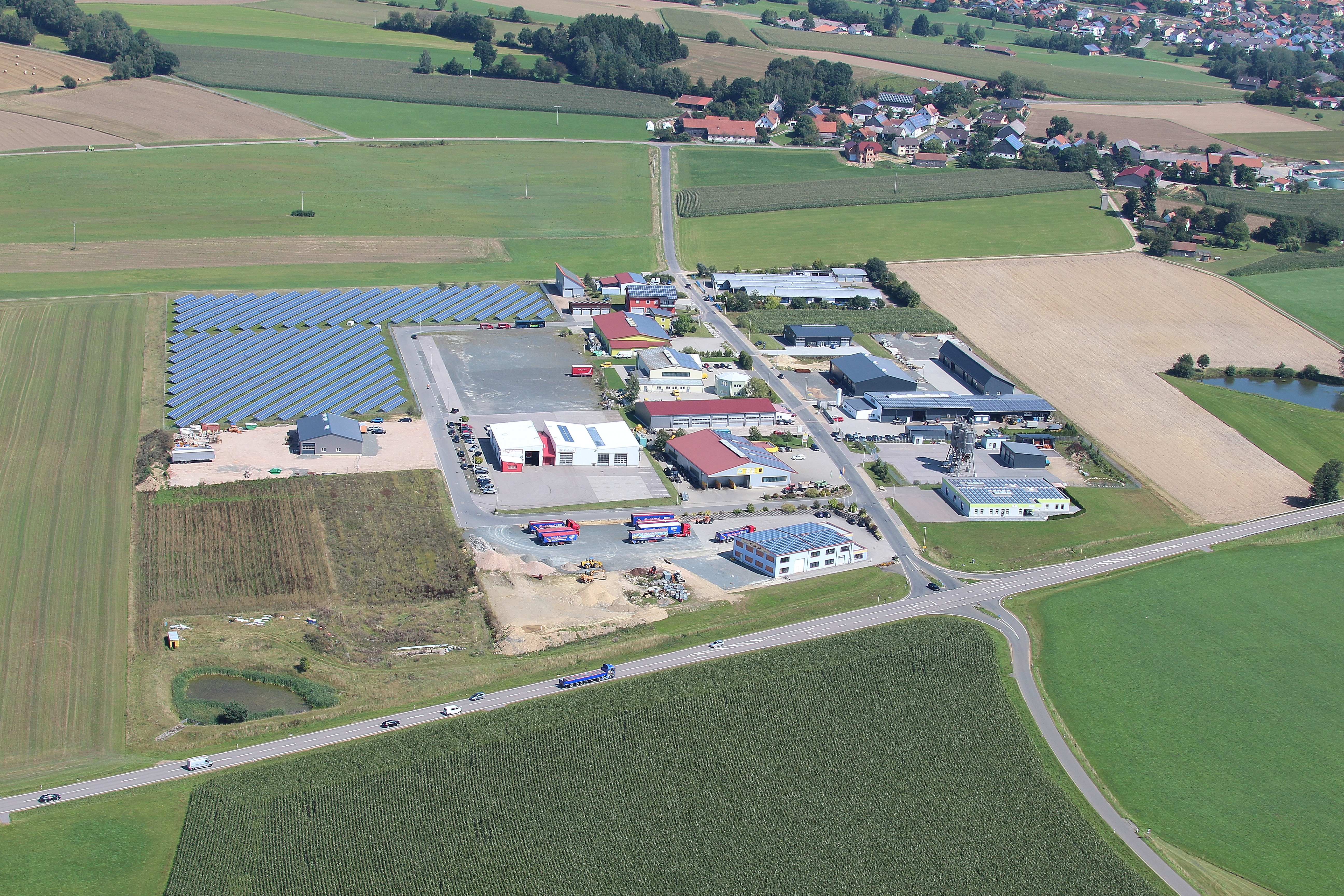
Industriegebiet Oberviechtach, im Hintergrund Hof (2017)

Oberviechtach ist eine Stadt im Oberpfälzer Landkreis Schwandorf und ein staatlich anerkannter Erholungsort.

## Geographie
Oberviechtach liegt im Naturpark Oberpfälzer Wald am Steinbach.

### Nachbargemeinden
Oberviechtach grenzt an folgende Gemeinden: Teunz, Niedermurach, Dieterskirchen, Winklarn, Schönsee, Eslarn, Moosbach.
| Teunz 3 km        | Moosbach 14 km                              | Eslarn 15 km   |
| Niedermurach 3 km | Kompassrose, die auf Nachbargemeinden zeigt | Schönsee 11 km |
| Niedermurach 3 km | Dieterskirchen 4 km                         | Winklarn 6 km  |

### Gemeindegliederung
Die Gemeinde hat 42 Gemeindeteile (in Klammern ist der Siedlungstyp angegeben):
- Antelsdorf (Weiler)
- Brandhäuser (Weiler)
- Brücklinghof (Weiler)
- Bruderbügerl (Einöde)
- Dietersdorf (Weiler)
- Eigelsberg (Dorf)
- Eisberg (Wüstung)
- Forst (Weiler)
- Gartenried (Weiler)
- Gartenriedermühle (Einöde)
- Gütting (Weiler)
- Hannamühle (Einöde)
- Herzoghof (Weiler)
- Hof (Dorf)
- Hornmühle (Einöde)
- Johannisberg (Weiler)
- Käfermühle (Einöde)
- Knaumühle (Einöde)
- Konatsried (Weiler)
- Kotzenhof (Einöde)
- Lind (Dorf)
- Lukahammer (Weiler)
- Mitterlangau (Dorf)
- Neumühle (Einöde)
- Niesaß (Weiler)
- Nunzenried (Dorf)
- Oberlangau (Dorf)
- Obermurach (Dorf)
- Oberviechtach (Hauptort)
- Pirk (Dorf)
- Pirkhof (Dorf)
- Plechhammer (Dorf)
- Pullenried (Pfarrdorf)
- Schönthan (Dorf)
- Steinmühle (Einöde)
- Tannermühle (Einöde)
- Tressenried (Dorf)
- Unterlangau (Dorf)
- Weißbach (Einöde)
- Werneröd (Einöde)
- Wildeppenried (Kirchdorf)
- Zieglhäusl (Einöde)

Weitere Orte:
- Schieberberg

## Geschichte

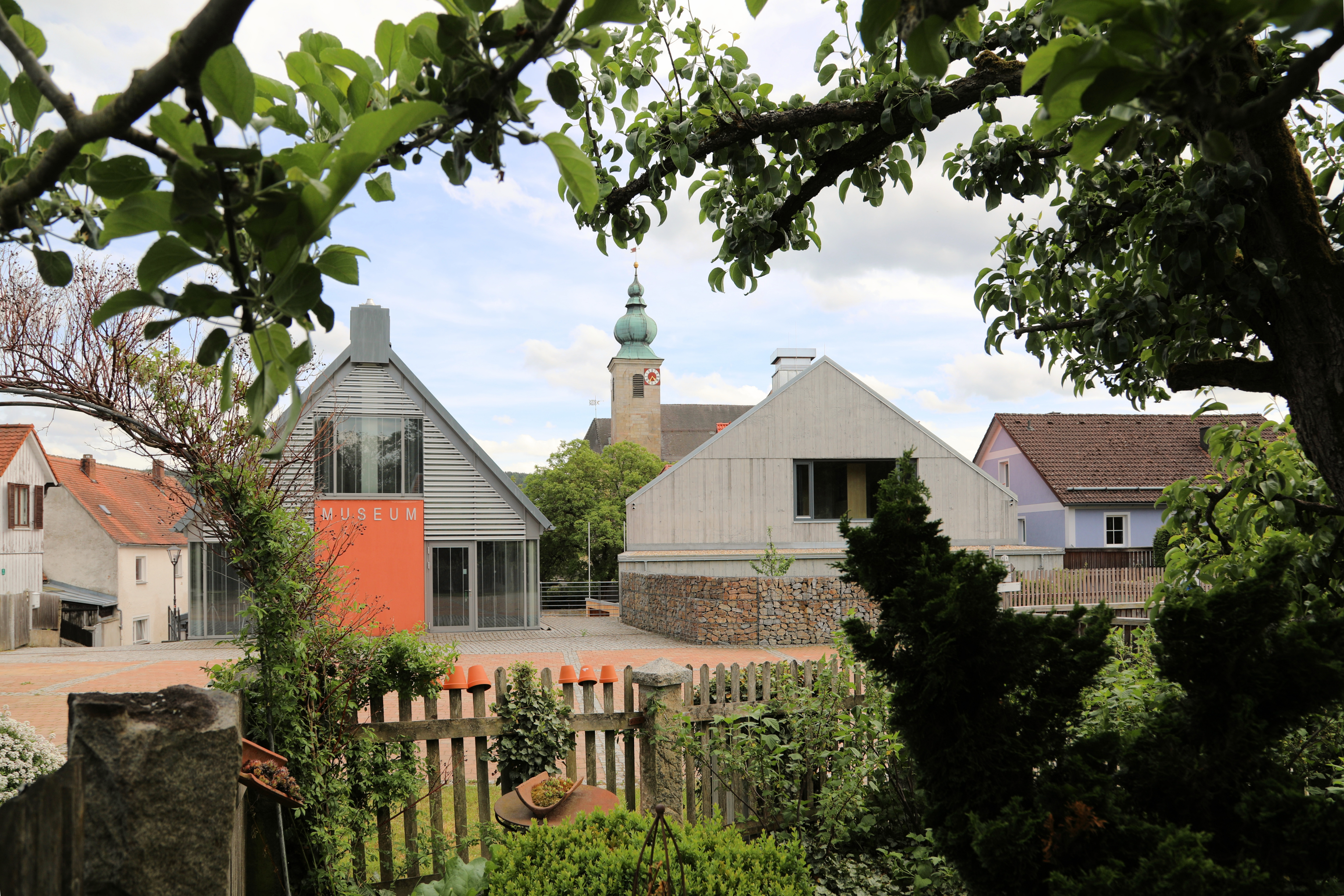
Eisenbarth- und Stadtmuseum, neues Stadtarchiv (2022)

### Bis zur Gemeindegründung
Der Name des im bayerischen Nordgau gelegenen Ortes wurde zum ersten Mal 1237 als „Viehta“ urkundlich erwähnt. Im Jahr 1272 wurde er als „Vichta“ bezeichnet, um etwa 1285 als „Vihtach“, kurz nach 1301 als „Viehtach“, 1326 als „Vihtah“ und 1360 als „Viechtach“. Mit dem Namenszusatz „Ober“ wurde er zum ersten Mal 1488 genannt, als er als „Obern Viechtach“ bezeugt wurde. Es folgten weitere Nennungen in ähnlicher Form, bis schließlich 1665 die heute gültige Schreibweise zum ersten Mal verwendet wurde. Der Ortsname geht auf den mittelhochdeutschen Begriff „viehtach“ zurück, der „Fichtenwald“ bedeutet. Das Adjektiv „Ober“ dient dazu, um den Ort von der im Landkreis Regen gelegenen niederbayerischen Stadt Viechtach zu unterscheiden.
Im Jahr 1337 erhielt der Ort als „Viechtach“ Marktrechte. In den Hussitenkriegen wurde die Stadt zweimal zerstört, 1420 und erneut 1432. 1580 wurde im Zuge einer Landesvisitation erstmals eine Schule erwähnt, mit negativem Urteil. Der Ort gehörte zum Rentamt Amberg und zum Landgericht Murach im Kurfürstentum Bayern.
Im Zuge der Verwaltungsreformen im Königreich Bayern entstand mit dem Gemeindeedikt von 1818 die heutige Gemeinde.

### 20. Jahrhundert
Im Jahre 1913 wurde eine Bahnstrecke von Nabburg über Oberviechtach nach Schönsee fertiggestellt. 1952 wurde Oberviechtach zur Stadt erhoben und 1961 Garnisonsstadt durch den Einzug des Panzergrenadierbataillons 122.
Bis zur Gebietsreform in Bayern vom 1. Juli 1972 war die Stadt Sitz des Landkreises Oberviechtach. Mit der Kreisreform verlor die Stadt das Landratsamt und weitere wichtige Ämter. Der Landkreis Oberviechtach war mit etwa 15.000 Einwohnern der zweitkleinste Landkreis der Bundesrepublik Deutschland sowie der kleinste Landkreis Bayerns und einer mit geringem Einkommensdurchschnitt. Er wurde im Zuge der Gebietsreform in Bayern aufgelöst und zusammen mit den damaligen Landkreisen Burglengenfeld, Nabburg und Neunburg vorm Wald sowie der bis dahin kreisfreien Stadt Schwandorf im Landkreis Schwandorf zusammengefasst.

### Eingemeindungen
Im Jahr 1946 wurden die Gemeinden Eigelsberg und Hof sowie Teile der aufgelösten Gemeinde Nunzenried eingegliedert. Im Zuge der Gebietsreform in Bayern kamen am 1. Januar 1972 Lind und Obermurach hinzu. Am 1. Juli 1972 folgten Pullenried und Wildeppenried mit den 1945 oder 1946 eingegliederten Gebietsteilen von Pirkhof. Am 1. Juli 1976 kam Langau hinzu.

### Einwohnerentwicklung
Zwischen 1988 und 2018 wuchs die Stadt von 4732 auf 5030 um 298 Einwohner bzw. um 6,3 %.
Einwohnerentwicklung in der Gemeinde Oberviechtach unter Berücksichtigung der Eingemeindungen:

Einwohnerentwicklung von Oberviechtach von 1840 bis 2017 nach nebenstehender Tabelle

| Jahr | Einwohner |
| ---- | --------- |
| 1840 | 3935      |
| 1871 | 3835      |
| 1900 | 3531      |
| 1925 | 3251      |
| 1939 | 3179      |
| 1950 | 3935      |
| 1961 | 3960      |
| 1970 | 5014      |
| 1987 | 4698      |

| Jahr | Einwohner |
| ---- | --------- |
| 1991 | 4906      |
| 1995 | 5061      |
| 2005 | 5057      |
| 2010 | 4840      |
| 2015 | 4948      |
| 2017 | 4967      |
| 2022 | 4994      |
| 2023 | 4962      |

## Politik

### Stadtrat
Nach den Kommunalwahlen seit 2014 ergaben sich folgende Sitzverteilungen im Stadtrat:
|            | SPD | JW1 | PWG2 | PWG-OT3 | Aktive | CWG4 | CSU | JU Bayern | Gesamt |
| ---------- | --- | --- | ---- | ------- | ------ | ---- | --- | --------- | ------ |
| Sitze 2014 | 1   | 1   | 4    | 2       | 1      | 2    | 5   | –         | 16     |
| Sitze 2020 | 1   | 1   | 6    | 2       | –      | 2    | 6   | 2         | 20     |

1 Junge Wähler     2 Parteilose Wählergemeinschaft     3 Parteilose Wählergemeinschaft-Ortsteile     4 Christliche Wählergemeinschaft

### Bürgermeister
Bürgermeister ist seit 2020 Rudolf Teplitzky jun. Seine Vorgänger waren ab 2008 Heinz Weigl (Parteilose Wählergruppe) und ab 1989 Wilfried Neuber (Parteilose Wählergruppe).

### Wappen
| Wappen von Oberviechtach | Blasonierung: „In Silber auf grünem Rasenboden eine bewurzelte grüne Fichte.“ |
| Wappen von Oberviechtach | Wappenbegründung: Das zentrale Element, die Fichte, soll auf die Fichtenwälder hinweisen, die sich um Oberviechtach befinden und der Stadt auch ihren Namen gaben (Ober-viecht-ach). |

### Städtepartnerschaften
Paten- und Partnerstädte von Oberviechtach sind:
- Nabburg in der Oberpfalz, seit 1952
- Hann. Münden in Niedersachsen (Sterbeort von Dr. Eisenbarth), seit 1978
- Raschau-Markersbach im Erzgebirge, (Partnerschaft seit 1990 mit der bis 2007 selbständigen Gemeinde Raschau)
- Bronnyky (Riwne) (Ukraine), seit 1991 (seit 2006 mit Riwne)[13]

Das Ortenburg-Gymnasium in Oberviechtach unterhält darüber hinaus Partnerschaften mit folgenden Schulen und führt mit diesen regelmäßig Schüleraustausch-Maßnahmen durch:
- Obchodní Akademie, Prag (Tschechien), seit 1989
- Collège Jean Auriac, Arveyres, Nouvelle Aquitaine (Frankreich), seit 2002
- Collège und Lycée Blaise de Vigenère, Saint-Pourçain-sur-Sioule, Auvergne-Rhône-Alpes (Frankreich), seit 2005

Die Doktor-Eisenbarth-Schule Oberviechtach pflegt im Rahmen der EU-Comenius-Schulpartnerschaft intensiven kulturellen Austausch mit:
- Zakladni Skola, Poběžovice, (Tschechien), seit 2000
- Hauptschule Peilstein, Mühlviertel (Österreich), seit 2005
- Mittelschule Konrad Fischnaler, Sterzing, Südtirol (Italien), seit 2005

Weiterhin besteht seit 1984 eine Patenschaft zur 2. Kompanie des Panzergrenadierbataillons 122, das in Oberviechtach seinen Standort hat.

## Kultur und Sehenswürdigkeiten

### Bauwerke
- Doktor-Eisenbarth-Brunnen
- Dr.-Max-Schwarz-Brunnen

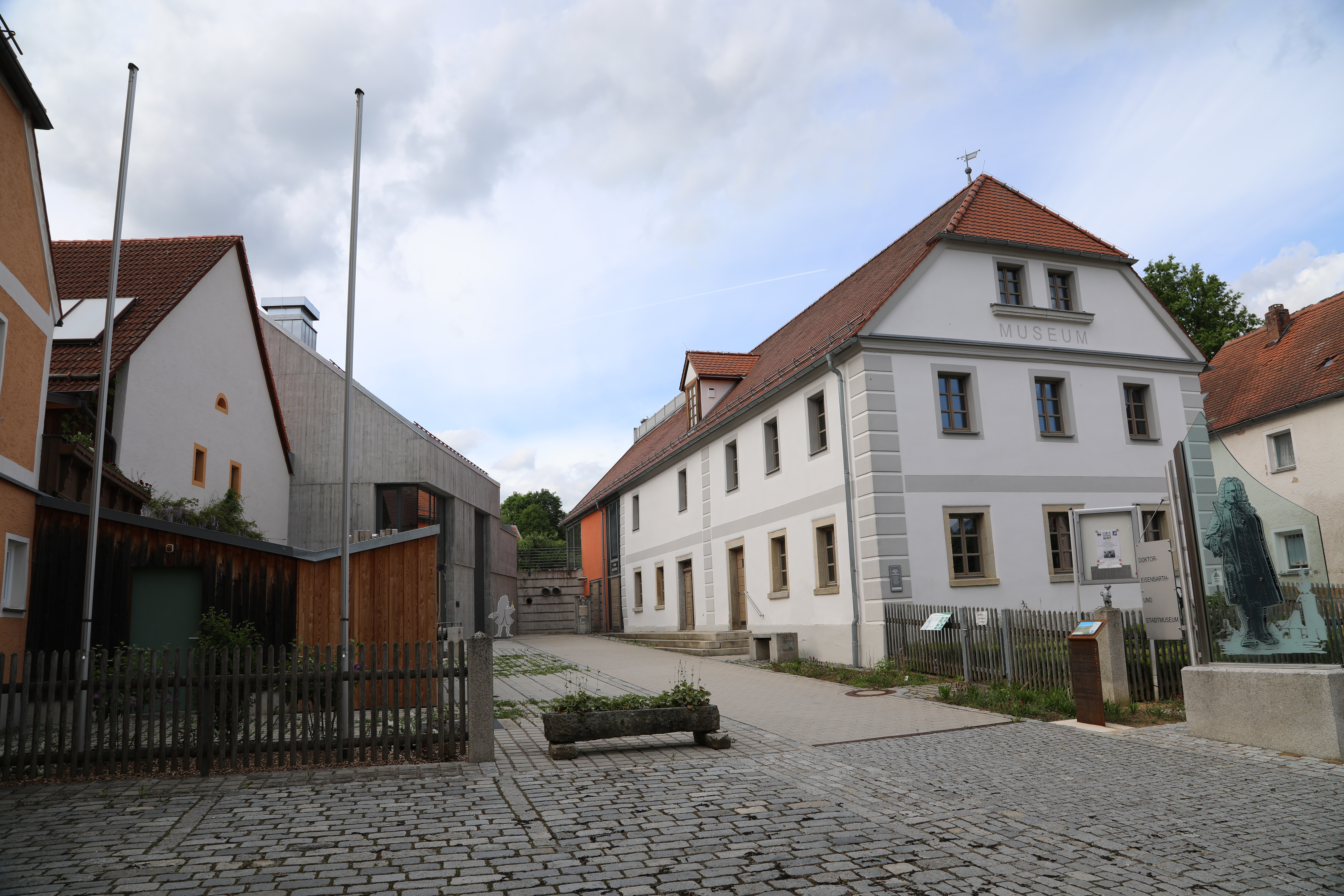
Eisenbarth-und-Stadtmuseum mit neuem Stadtarchiv (2022)

- Brunnen am Rathaus mit der Geschichte der Stadt
- Denkmäler (Zahlwein, Pater Knellinger, Dr. Eisenbarth)
- Stadtarchiv
- Doktor-Eisenbarth- und Stadtmuseum (ehemalige Marktmühle)[14]
- Katholische Pfarrkirche „St. Johannes der Täufer“ aus dem Jahr 1689, Umbau 1775/76
- St.-Ägidius-Kirche (Hof)
- Burgruine Murach

### 9-11–WTC–Mahnmal Oberviechtach
Am 8. Oktober 2011 wurde in Oberviechtach ein Mahnmal zur Erinnerung an die Terroranschläge am 11. September 2001 auf das World Trade Center in New York City enthüllt. Es besteht aus dem Artefakt # H-0031a, einem 650 Kilogramm schweren Stück eines Stahlträgers aus den Überresten der zerstörten Zwillingstürme. Dieses Stahlteil liegt auf einem Block Oberpfälzer Granits. Davor steht eine Nachbildung der Zwillingstürme aus Glas. Bei der Einweihung des Mahnmals hielt Regierungspräsidentin Brigitta Brunner eine Rede. Sie erklärte, dass dieses Denkmal für die Ablehnung jeglicher ideologischer Radikalität und politischem Extremismus steht und ein Bekenntnis zu gesellschaftlicher Toleranz und sozialer kultureller Vielfalt ist.
Bereits die Einweihungsveranstaltung des Denkmals wurde durch Neonazis gestört. Sie riefen in der Folge mehr oder weniger unverhüllt zur Sprengung des Denkmals auf.

### Musik
Der 1963 gegründete Kolping-Spielmannszug nahm 2007 und 2008 am Deutschen Orchesterwettbewerb teil. 2019 wurde der Kolping-Spielmannszug Oberviechtach bei der „Bayerischen Meisterschaft für Spielleute“ Sieger in der Kategorie „Kombinierte Spielmannszüge“.
In der Stadt gibt es eine Stadtkapelle, die 1988 auf Initiative des Stadtrats Ludwig Berger wiedergegründet wurde. Im Jahr 2007 nahm das Orchester mit mehr als 40 Musikern an der traditionellen Steubenparade in New York City teil.

### Theater
Das OVIGO Theater, das sich 1979 am Ortenburg-Gymnasium als Schulspielgruppe formte und sich 2012 verselbständigte, kommt aus Oberviechtach und bespielt mit Produktionen aus allen Sparten den gesamten Landkreis Schwandorf. 2015 gewann der Verein den Bayerischen Amateurtheaterpreis, 2018 den Zukunftspreis im Landkreis Schwandorf. Der OVIGO Theater e. V. hat über 200 Mitglieder und begrüßte seit der Neugründung 2012 bereits über 20.000 Besucher.

### Regelmäßige Veranstaltungen
Jährlich wird am Marktplatz das Doktor-Eisenbarth-Festspiel aufgeführt, in dem die Geschichte des in Oberviechtach geborenen Johann Andreas Eisenbarth erzählt wird.
Ganzjährig kann die Burgruine Murach bei den „Zeitreisen“ des OVIGO Theaters (geführte Erlebniswanderungen) besichtigt werden.

## Bilder

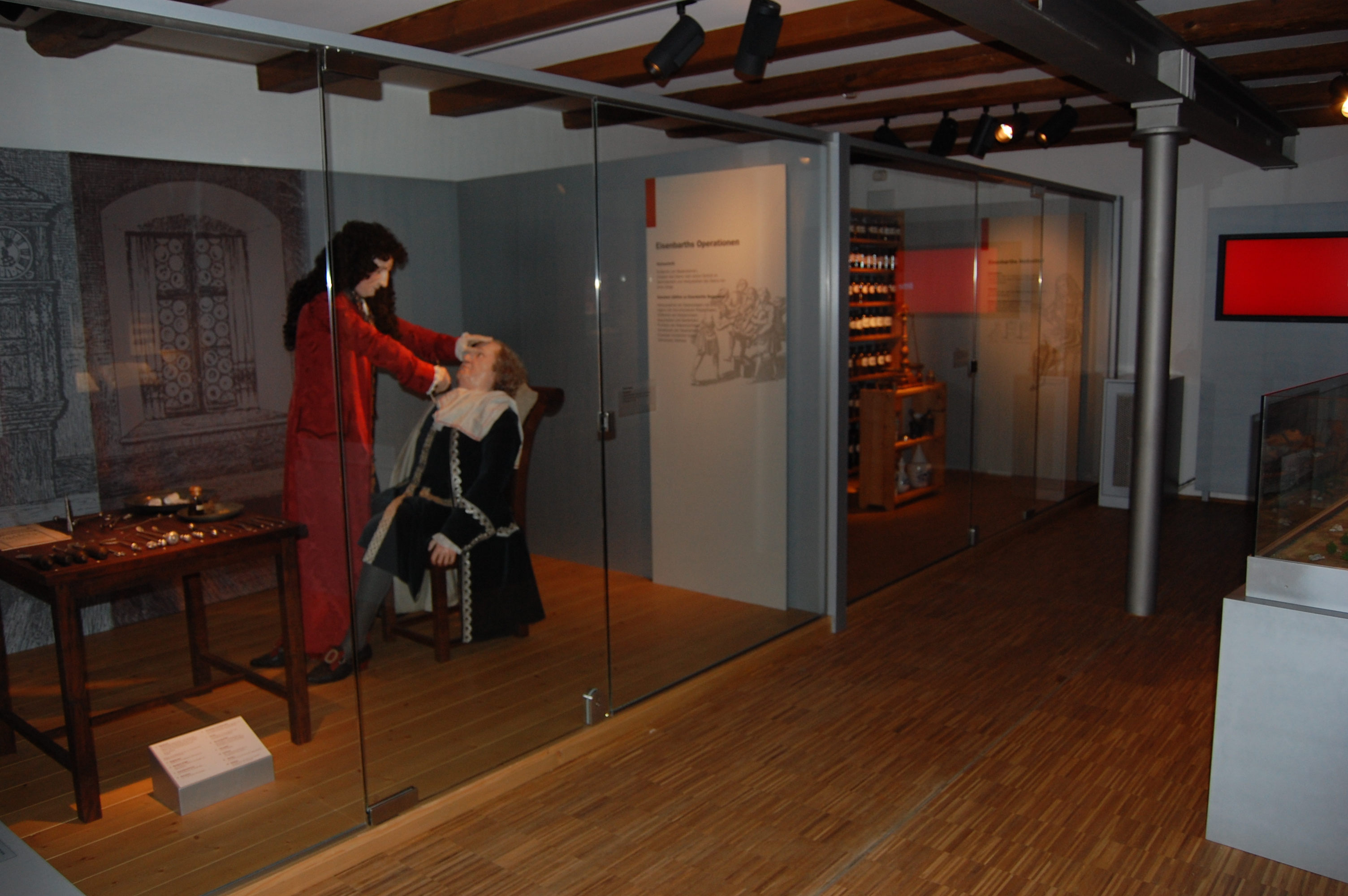
Doktor Eisenbarth beim Starstechen
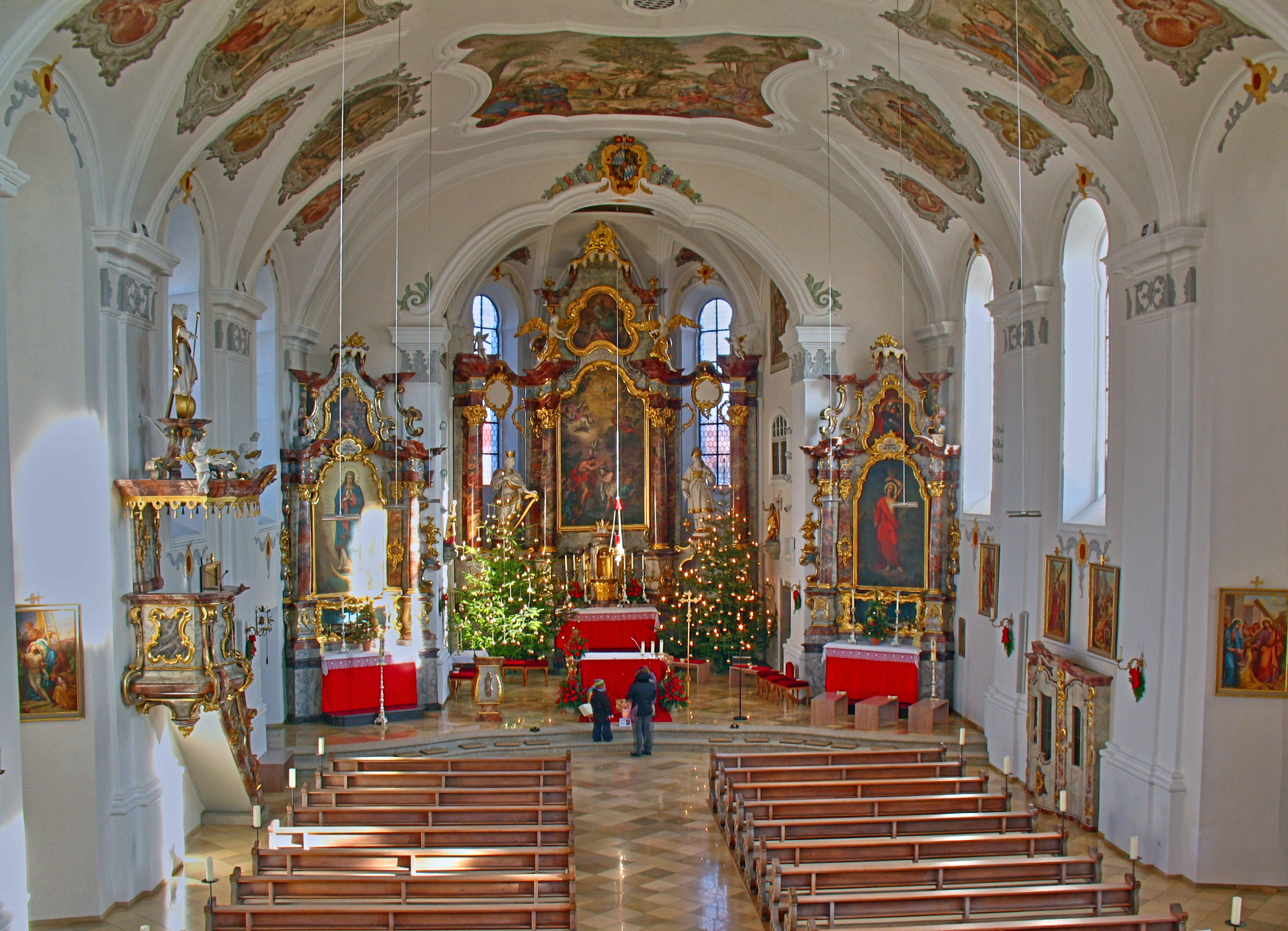
Katholische Kirche St. Johannes der Täufer
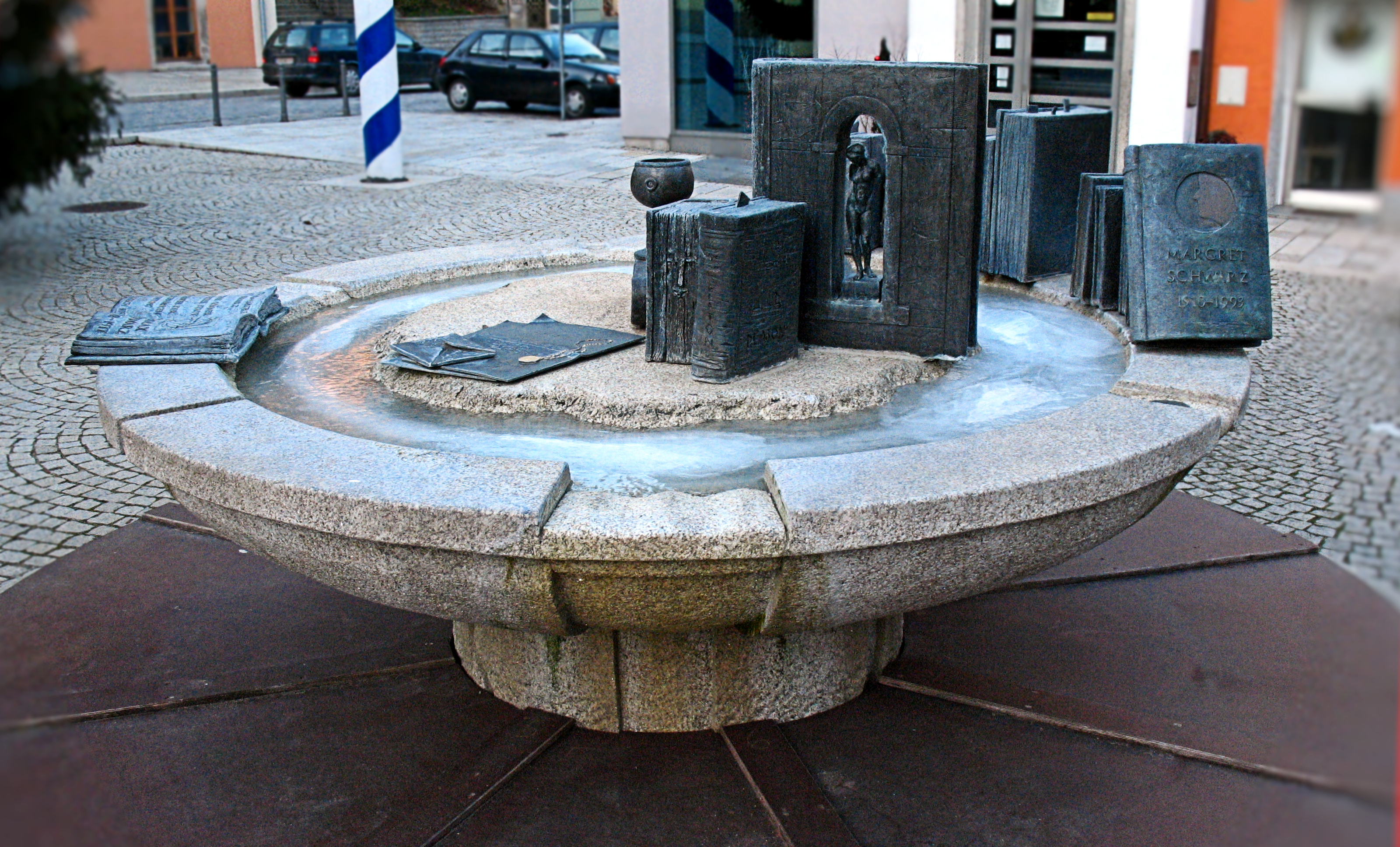
Dr.-Max-Schwarz-Brunnen am Marktplatz
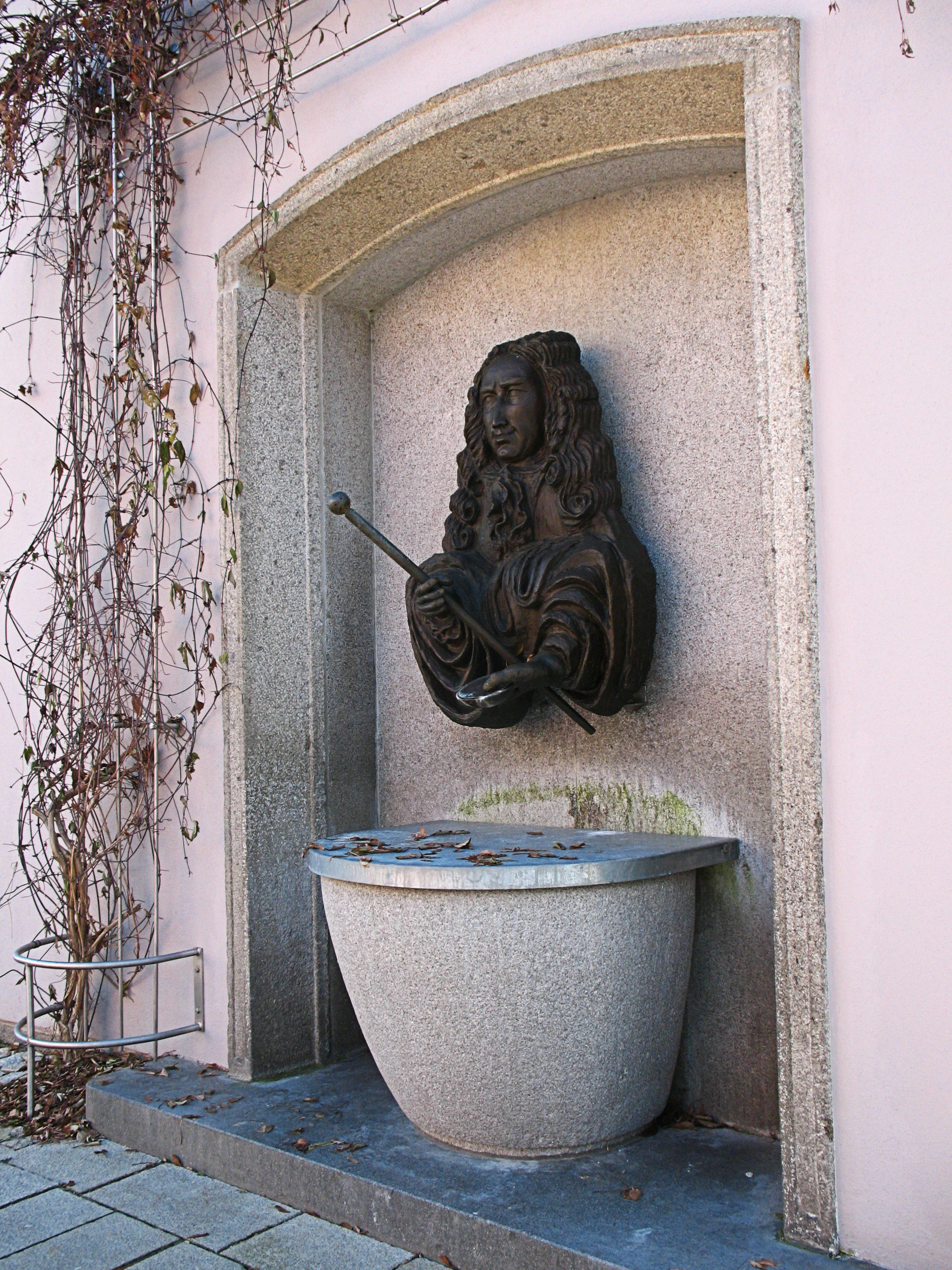
Doktor-Eisenbarth-Brunnen
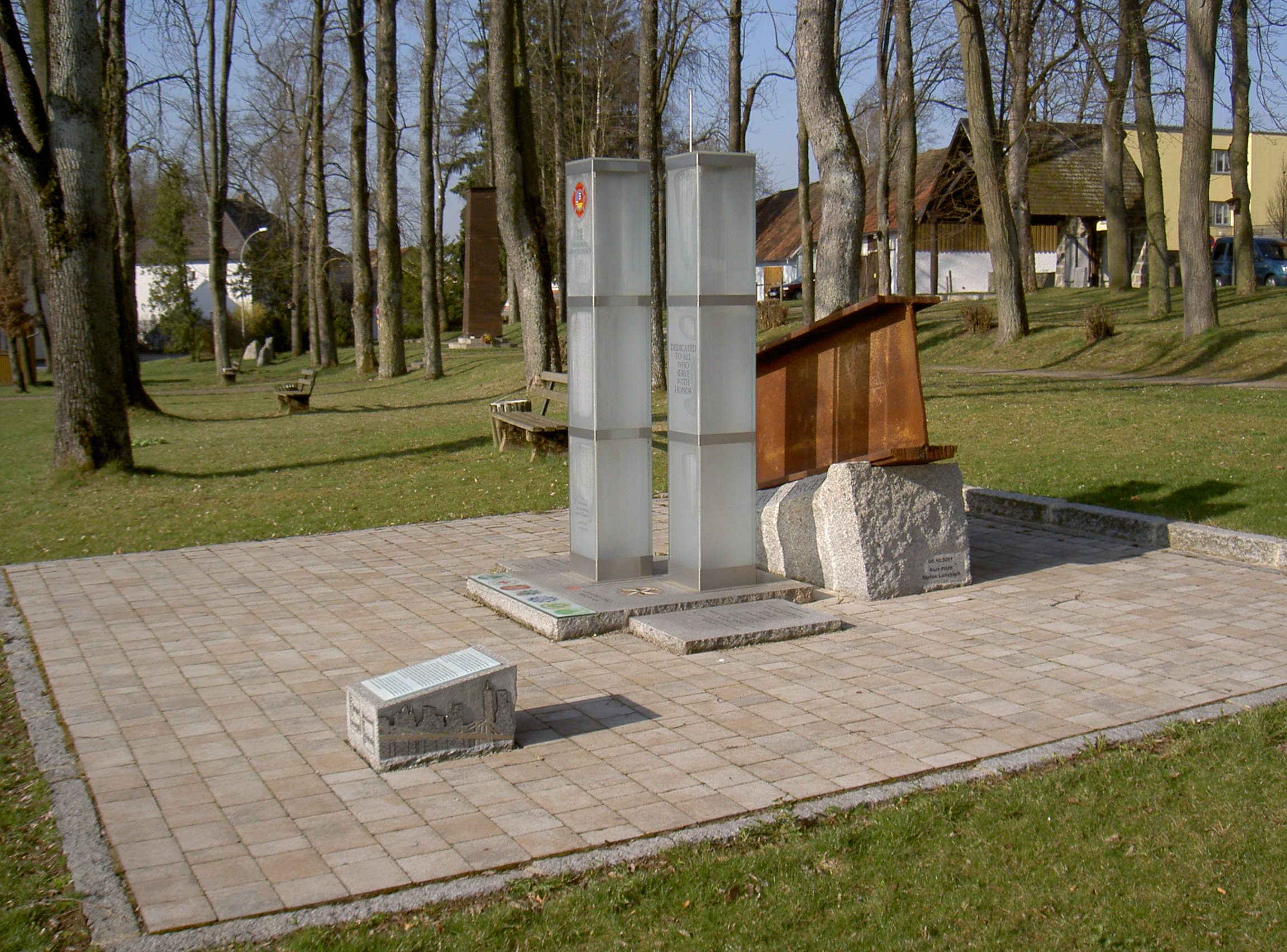
9-11-WTC-Mahnmal Oberviechtach
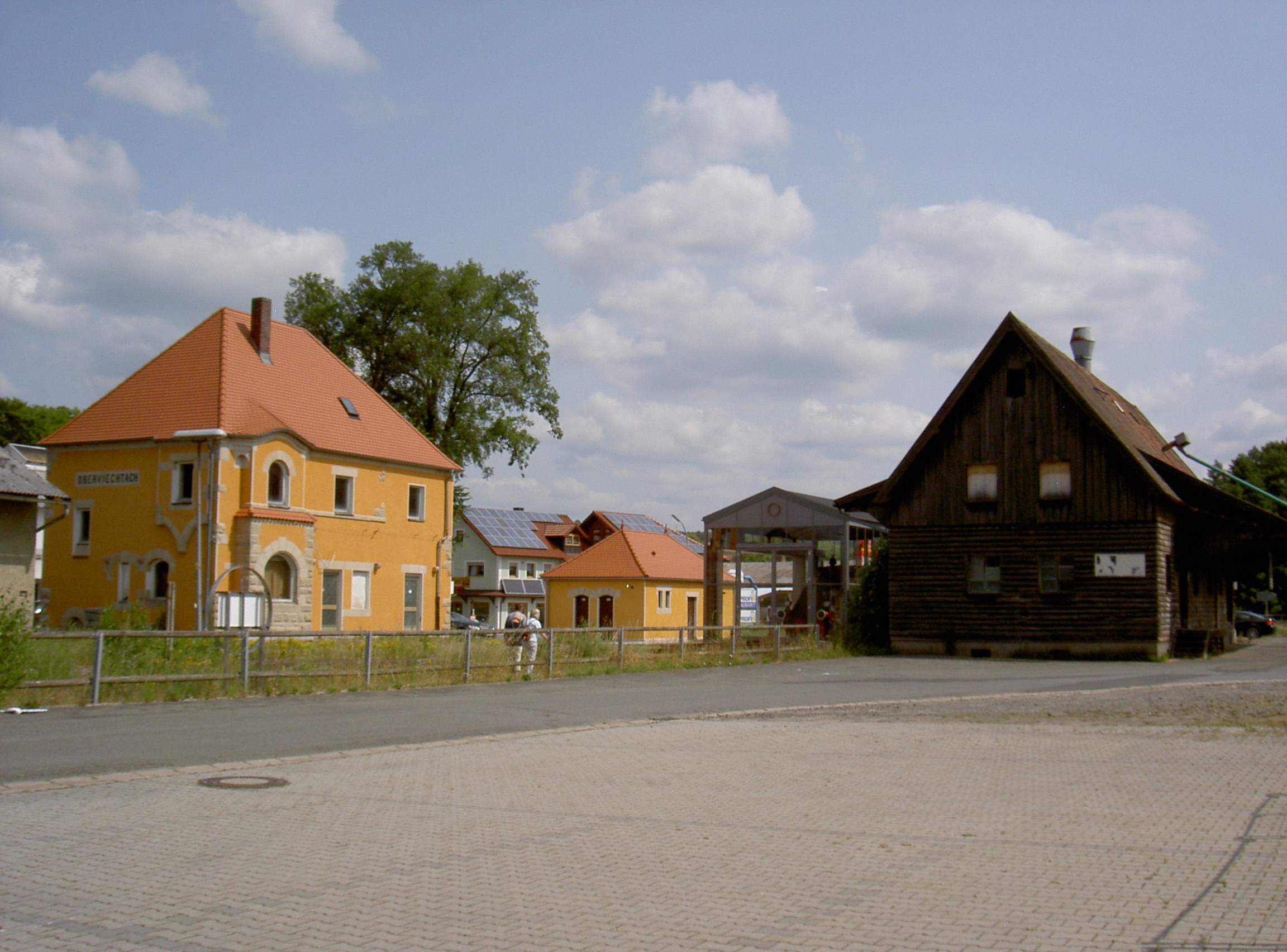
Ehemaliger Bahnhof Oberviechtach
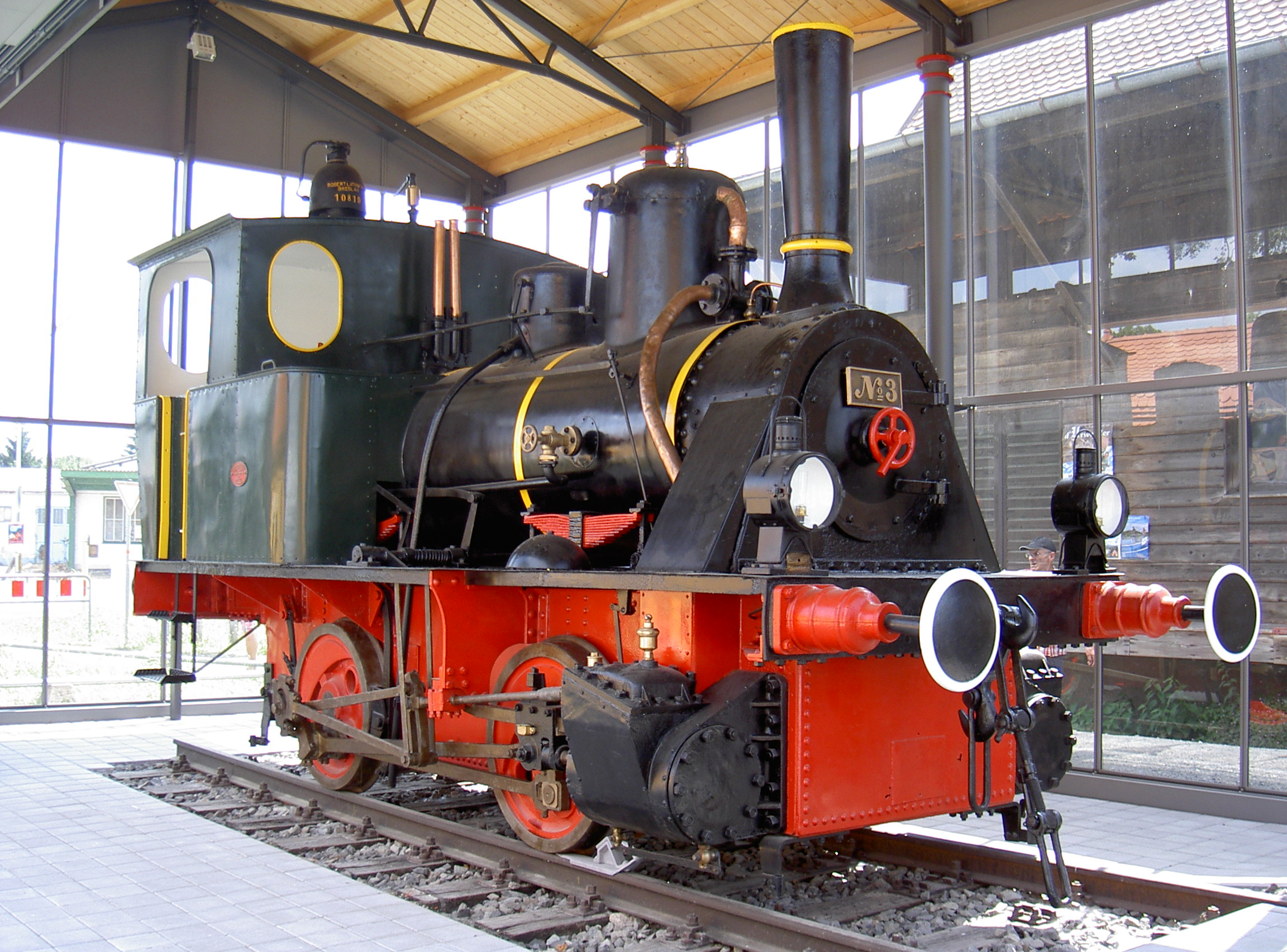
Lokomotive Hanomag Nr. 3427 Baujahr 1899 am Bahnhof Oberviechtach

## Wirtschaft und Infrastruktur
Die Stadt ist staatlich anerkannter Erholungsort.
Im Mittelalter und in der frühen Neuzeit wurde in Oberviechtach Goldbergbau betrieben.

### Verkehr

#### Schienenverkehr
Der nächstgelegene Bahnhof an der Bahnstrecke Regensburg–Weiden befindet sich in Nabburg.
Bis 1976 fuhren Personenzüge von Nabburg nach Oberviechtach und weiter nach Schönsee. 1995 wurde auch der Güterverkehr eingestellt; die Bahnstrecke ist heute ein Rad- und Wanderweg.

#### Straßenverkehr
Der nächstgelegene Autobahnanschluss (A 93) in Nabburg ist etwa 20 km entfernt.
Nach Oberviechtach führt die Bundesstraße 22 („Ostmarkstraße“). (Ortsumfahrung - Verlauf in Nord-Süd-Richtung).
Die Staatsstraße 2159 verläuft in Ost-West-Richtung.
Die Staatsstraße 2398 verläuft nach Süden (Dieterskirchen)
Die Kreisstraße SAD 42 verläuft nach Norden (Teunz).

### Öffentliche Einrichtungen
Oberviechtach ist Sitz der Verwaltungsgemeinschaft Oberviechtach. Sie umfasst die umliegenden Gemeinden Gleiritsch, Niedermurach, Teunz und Winklarn (Oberpfalz) mit zusammen rund 5500 Einwohnern (Stand: 31. Dezember 2003). Oberviechtach ist Sitz der Grundbuchumschreibungsstelle des Amtsgerichts München.
In Oberviechtach befindet sich seit 1961 der für die Stadt bedeutsame Standort des Panzergrenadierbataillons 122 der Bundeswehr. Oberviechtach war bis zum 31. Dezember 2002 Sitz einer Standortverwaltung für die Bundeswehrstandorte in den Landkreisen Schwandorf und Cham mit 700 zivilen Mitarbeitern für 5000 Soldaten.

### Bildung
Oberviechtach hat ein für die Region zentral gelegenes Gymnasium, das Ortenburg-Gymnasium, eine Grundschule, eine Mittelschule mit M-Zug und Ganztagsbetreuung, die Doktor-Eisenbarth-Schule, eine Förderschule und eine staatlich anerkannte Berufsfachschule.

### Sport und Freizeit
Oberviechtach hat mehrere Tennisplätze, eine Mehrzweckhalle, eine Dreifachturnhalle, das Jahn-Stadion und ein Freibad. Der TSV Oberviechtach e. V. hat auf seinem Gelände einen Fußballplatz und eine Bogenschieß-Anlage. In der Stadt und in einigen Ortsteilen gibt es Kinderspielplätze.
- Der TSV Oberviechtach ist ein Mehrspartensportverein der u. a. Fußball und Bogenschießen anbietet.
- Der HV Oberviechtach[22] ist ein Handballverein, der mit zwei Herren, zwei Damenteams und 15 Nachwuchsmannschaften am Spielbetrieb des Bayerischen Handballverbandes (BHV) teilnimmt. Das Frauenteam des HVO nimmt nach der Ostbayerischen Meisterschaft an der Bayerischen Oberliga 2024/25 teil.

## Persönlichkeiten

### Söhne und Töchter der Stadt
- Balthasar Knellinger (1634–1696), Prediger
- Johann Andreas Eisenbarth (1663–1727), Handwerkschirurg, Wundarzt und Starstecher, bekannt durch das Spottlied Ich bin der Doktor Eisenbarth
- Florian Sigmund Maximilian von Miller auf Altammerthal und Fronhofen (1668–nach 1714), Anführer im Oberpfälzer Bauernaufstand 1705–1706
- Gregor Adam Zahlwein (1712–1766), Theologe und Kirchenrechtler, Rektor der Universität Salzburg
- Werner O. Richter (* 1950), Ernährungsmediziner
- Brigitta Brunner (* 1962), Regierungspräsidentin von Oberbayern
- Carmen Scheibenbogen (* 1962), Hämatoonkologin und Hochschullehrerin
- Bastian Steger (* 1981), Tischtennisspieler
- Miriam Maria Ferstl (* 1986), Fotografin und Dramaturgin
- Moritz Hartmann (* 1986), Fußballspieler

### Persönlichkeiten, die mit der Stadt in Verbindung stehen
- Karl Leon Du Moulin-Eckart (1900–1991), Politiker der Nationalsozialisten, zeitweise Leiter des Nachrichtendienstes der SA, in Oberviechtach verstorben

### Ehrenbürger
- Hans Lang, Bezirksschulrat († 10. April 1967)
- Johann Schneeberger, 1. Vorsitzender Landsmannschaft in München († 5. April 1962)
- M. Friedoline Friedl, Ehrwürdige Schwester, († 23. Januar 1963)
- Simon Sindersberger, Geistlicher Rat, Stadtpfarrer († 3. August 1979)
- Alfons Goppel, Bayerischer Ministerpräsident († 24. Dezember 1991)
- Alois Niederalt, Bundesminister a. D. († 16. Juli 2004)
- Erich Mathieu, Stadtarchivar († 26. Juli 1987)
- Michael Feil, Monsignore, Stadtpfarrer († 28. Dezember 1998)
- Karl Bodensteiner, 1. Vorsitzender Landsmannschaft in München († 17. Juli 2022)
- Otto Lehner, ehemaliger Stadtrat, 2. Bürgermeister
- Erika Odemer, Nachlassverwalterin der Dr.-Max-und-Margret-Schwarz-Stiftung
- Friedrich Schießl, ehemaliger Stadtrat, ehrenamtlicher Stadtarchivar († 27. Februar 2015)
- Wilfried Neuber, ehemaliger 1. Bürgermeister
- Ludwig Berger, ehemaliger Stadtrat, Kreisheimatpfleger
- Karl-Heinz Stoppa, ehemaliger Stadtrat, 3. Bürgermeister

Quelle: Stadt Oberviechtach